# Ugo Brusati
Conte Ugo Pio Enrico Natale Brusati (Monza, 25 giugno 1847 – Roma, 4 novembre 1936) è stato un nobile, generale e politico italiano.
Ufficiale di Stato maggiore partecipò alla guerra di Abissinia distinguendosi durante la battaglia di Adua. Il 2 giugno 1902 assunse la carica di Primo aiutante di campo generale di S.M il Re Vittorio Emanuele III, mantenendola fino al 23 ottobre 1917 quando fu fatto esonerare dal generale Luigi Cadorna.

## Biografia
Nacque a Monza il 25 giugno 1847, figlio primogenito del conte Giuseppe e di Teresa Aman, in una famiglia animata da forte spirito patriottico. Deciso ad intraprendere la carriera militare frequentò il Collegio militare di Firenze per entrare, il 2 giugno 1864 nell'Accademia militare di Torino. Nel 1866, all'epoca della Terza guerra di indipendenza italiana, ottenne la nomina a sottotenente. Rivelatosi ben presto un ottimo ufficiale di stato maggiore, dal 1870 frequentò la Scuola di guerra di Torino, di cui in seguito divenne professore. Tra il 20 dicembre 1887 ed il 10 marzo 1891 ricoprì l'incarico di addetto militare presso l'Ambasciata italiana di Vienna. Promosso al grado di colonnello il 23 agosto 1891, assunse il comandò il 71º Reggimento di fanteria. Durante il servizio effettuato redasse alcune opere letterarie di carattere militare, destinate all'uso degli Ufficiali di Stato Maggiore.
Nel corso del 1895, mentre espletava l'incarico di Capo di stato maggiore dell'XI Corpo d'armata, venne destinato al corpo di spedizione che, sotto la guida del generale Oreste Baratieri, doveva affrontare la guerra con l'Abissinia. Sbarcato a Massaua il 2 gennaio 1896, gli venne affidato il comando del 2º Reggimento fanteria d'Africa, inquadrato nella I Brigata al comando del generale Giuseppe Arimondi. Appena preso servizio riportò subito un'impressione molto negativa dell'ambiente coloniale, che gli parve dominato dall'arrivismo e da una colpevole sottovalutazione delle forze nemiche. I suoi timori ebbero conferma durante la battaglia di Adua, avvenuta il 1º marzo 1896. Il reggimento al suo comando venne impegnato in combattimento su un terreno sconosciuto e del tutto sfavorevole, contro un nemico superiore di numero, andando praticamente distrutto. Egli fu uno dei pochi ufficiali superstiti della battaglia, scampando alla morte grazie alla sua energia. Per il suo comportamento durante la battaglia fu decorato con la Croce di Cavaliere dell'Ordine militare di Savoia. Ritornato in Italia, il 1º marzo 1897, ad un anno esatto dalla battaglia, tenne a Torino una conferenza, dal titolo Impressioni e ricordi d'Africa, in cui parlò delle cause della sconfitta con estrema franchezza.
Il 29 agosto dello stesso anno fu promosso al rango di maggior generale e nominato comandante della Brigata "Friuli". L'anno successivo, assunse l'incarico di primo aiutante di campo del principe ereditario, S.A.R. Vittorio Emanuele di Savoia Principe di Napoli. Alla morte del re Umberto I, continuò a servire il suo successore, Vittorio Emanuele III, come aiutante di campo generale effettivo. Il 2 giugno 1902 assunse la carica di primo aiutante di campo generale del Re. Tale carica era estremamente importante in quanto all'epoca il sovrano aveva ancora una diretta ingerenza nella vita quotidiana del Regio Esercito e della Regia Marina, specialmente nelle promozioni ai più alti gradi militari.
La delicatezza di questo incarico era evidente, ed egli mantenne sempre un innato riserbo, oltre che una stretta riservatezza, su come Sua Maestà trattasse i problemi che di volta in volta gli venivano sottoposti. Il 17 marzo 1912 ricevette la nomina a Senatore del Regno, giurando il 27 dello stesso mese. Il 25 maggio dello stesso anno fu elevato al rango di tenente generale.
L'entrata in guerra dell'Italia, avvenuta il 24 maggio 1915, rese la sua posizione più importante, ma anche estremamente delicata, in quanto il fratello Roberto era il comandante della 1ª Armata (Regio Esercito) impegnata sul fronte trentino. Il successivo "siluramento" del fratello da parte del generale Luigi Cadorna, comandante supremo dell'esercito, avvenuto l'8 maggio 1916 e la successiva campagna di stampa contro di esso segnarono l'inizio delle sue disavventure. Durante lo svolgimento della guerra seguì sempre il re in ogni ispezione alle linee o ai reparti. Un altro degli aiutanti del re, il tenente colonnello Luciano degli Azzoni Avogadro lo descrisse come Persona intelligente, attivissima, attaccato cordialmente al Re, di forme cortesi con tutti.
Il 23 ottobre 1917, alla vigilia dell'Offensiva di Caporetto, il generale Cadorna lo fece allontanare dall'incarico fino ad allora ricoperto. Egli infatti attribuì il fatto all'inimicizia del Cadorna per avere chiesto subito spiegazioni sulla destituzione del fratello. La motivazione ufficiale addotta fu il raggiungimento dei limiti di età,  ma essa non era stata fatta valere per molti altri generali poi destituiti. Si rinchiuse nel più assoluto silenzio, ma mantenne una fitta corrispondenza con suo fratello, fatto che testimonia quanto ciò gli costasse. Seguì dapprima con sdegno, e poi con malinconia, le successive vicende dell'Italia durante la prima guerra mondiale. Si batté sempre per la completa riabilitazione del fratello, avvenuta nel 1919. Con l'avvento del fascismo, nel 1925 fu promosso generale d'armata in posizione ausiliaria per venire subito collocato a riposo per anzianità.
È da ricordare che durante la guerra sua moglie, la contessa Bice Pedotti, fu sospettata dall'Ufficio Riservato del Ministero dell'Interno di spionaggio a favore del nemico prima e dopo la dichiarazione di guerra, senza che fosse mai emersa la benché minima prova a sostegno.
Durante la sua attività di senatore svolse per due volte l'incarico di Questore, fu Membro della Commissione per l'esame del disegno di legge "Contravvenzioni per porto d'arma", Membro della Commissione di contabilità interna e Presidente della Commissione di contabilità interna. Il 30 dicembre 1933 fu nominato Ministro di Stato. 
Si spense a Roma il 4 novembre 1936.

## Pubblicazioni
- Breve studio sull'ordinamento dello Stato Maggiore, Roma, 1879.
- Ordinamento dell'esercito germanico, austriaco, francese e italiano, Torino, 1883.
- Ordinamento dell'esercito svizzero, Roma, 1885.

### Periodici
- Mario Montanari, Adua 1896, in Storia Militare, n.32, Parma, Ermanno Albertelli Editore, maggio 1996,  pp. 4-10, ISSN 1122-5289.
- Sergio Pelagalli, Esoneri dal comando nella Grande Guerra, in Storia Militare, n.215, Parma, Ermanno Albertelli Editore, agosto 2011,  pp. 17-23, ISSN 1122-5289.